# Marcin Jacoby
Marcin Jan Jacoby (ur. 12 czerwca 1976) – polski literaturoznawca, sinolog, tłumacz, doktor habilitowany nauk humanistycznych, profesor Uniwersytetu SWPS, kierownik Zakładu Studiów Azjatyckich na Wydziale Nauk Humanistycznych i Społecznych Uniwersytetu SWPS z siedzibą w Warszawie.

## Życiorys
Wnuk reżysera i scenarzysty Jana, syn dyplomaty i ekonomisty Ryszarda. Absolwent lingwistyki stosowanej (2001) i sinologii (2004) na Uniwersytecie Warszawskim, stopień doktora uzyskał w 2008 na podstawie pracy Zagadnienie malarskiego powtórzenia i falsyfikatu w chińskim piśmiennictwie o sztuce z okresu od V do XIX wieku (promotorka: Lidia Kasarełło), a stopień doktora habilitowanego w 2019 na podstawie pracy Sztuka perswazji w starożytnych Chinach. Opowiastka alegoryczna w okresie Walczących Państw (453–221 r. p.n.e.). Jest profesorem Uniwersytetu Humanistycznego SWPS z siedzibą w Warszawie.
W latach 2002–2008 pracował w Zbiorach Sztuki Orientalnej Muzeum Narodowego w Warszawie, a w latach 2008–2017 w Instytucie Adama Mickiewicza, gdzie kierował Projektem Azja. Równolegle, w latach 2008–2017 pracował na stanowisku adiunkta w Zakładzie Sinologii na Wydziale Orientalistycznym Uniwersytetu Warszawskiego. Od 2017 pracuje w Uniwersytecie SWPS jako dyrektor, a od 2019 jako Pełnomocnik Rektora ds. Współpracy Międzynarodowej. Jednocześnie wykłada w Zakładzie Studiów Azjatyckich, którym kieruje od 2020.
Specjalizuje się w chińskiej literaturze klasycznej i kulturze Chin starożytnych. Zajmuje się też zagadnieniami polityczno-społecznymi regionu Azji Wschodniej, szczególnie Chin i Republiki Korei. Zna język chiński współczesny i klasyczny, jest tłumaczem dzieł literatury chińskiej na język polski. Autor publikacji popularnonaukowych o Azji Wschodniej Chiny bez makijażu (2016) i Korea Południowa. Republika żywiołów (2018), popularyzator wiedzy o Azji i współautor podręcznika do nauki języka chińskiego Współczesny język chiński. Mówię i piszę po chińsku (2008).
Na Uniwersytecie SWPS prowadzi zajęcia z zakresu wiedzy o Chinach i Azji Wschodniej: literatury, sztuki i dyplomacji kulturalnej.

## Publikacje książkowe
- Sztuka perswazji w starożytnych Chinach. Opowiastka alegoryczna w okresie Walczących Państw (453–221 r. p.n.e.), Wydawnictwo Akademickie „Dialog”, Warszawa 2018, ISBN 978-83-8002-756-5.
- Korea Południowa. Republika żywiołów, Sport i Turystyka - Muza, Warszawa 2018, ISBN 978-83-287-1074-0.
- Chiny bez makijażu, Warszawskie Wydawnictwo Literackie Muza SA, Warszawa 2016, ISBN 978-83-287-0292-9.
- Powtórzenie i falsyfikat w malarstwie chińskim, wyd. Trio / Instytut Konfucjusza w Krakowie / Polskie Stowarzyszenie Sztuki Orientu, Warszawa 2009, ISBN 978-83-7436-189-7.
- Współczesny język chiński. Mówię i piszę po chińsku. Tom 1 (współautor z Ewą Zajdler i Qian Li-Piszczek); Wydawnictwo Akademickie „Dialog”, Warszawa 2008, ISBN 978-83-61203-02-5.
- Współczesny język chiński. Mówię i piszę po chińsku. Tom 2 (współautor z Ewą Zajdler i Gao Zhiwu); Wydawnictwo Akademickie „Dialog”, Warszawa 2008, ISBN 978-83-61203-20-9.
- red.: Urzędnicy, biznesmeni, artyści: analiza sektora kultury w krajach Azji Wschodniej i w Indiach, Wydawnictwa Uniwersytetu Warszawskiego: Instytut Adama Mickiewicza, Warszawa 2016, ISBN 978-83-235-2325-3.

Tłumaczenia
- Zhuangzi, Prawdziwa Księga Południowego Kwiatu, Wydawnictwo Iskry, Warszawa 2009, ISBN 978-83-244-0092-8.
- Lie Yukou, Prawdziwa Księga Pustki. Przypowieści taoistyczne, Drzewo Babel, Warszawa 2006, ISBN 83-89933-20-9.